# La casa en la playa
La casa en la playa foi uma telenovela mexicana produzida por Yuri Breña e Pinkye Morris para a Televisa e exibida no horário nobre do Canal de las Estrellas, entre 10 de abril de 2000 e 7 de julho de 2000, em 65 capítulos de 40 minutos, substituindo Mujeres engañadas e sendo substituída por Mi destino eres tú.
A trama foi protagonizada por Cynthia Klitbo e Sergio Goyri, antagonizada por Marga López, José Carlos Ruiz e Blanca Guerra, e contou com as atuações especiais de Ignacio López Tarso, Yadhira Carrillo, Mario Cimarro, Valentino Lanus, Margarita Magaña e Mariana Levy.

## Enredo
Em seu testamento, o magnata Ángel Villareal expressa uma última vontade que pode ser fatal para vários integrantes de sua família. Seus quatro filhos deveram conviver na mesma casa durante um ano, como condição para herdar a fortuna que lhes corresponde. Angel Villareal quis que em sua morte se realize o que não pode ser em vida: a união de sua família.
A todos os filhos a noticia caiu como um balde de água fria, já que cada um realiza atividades diferentes uns dos outros. Mas as cláusulas não terminam ai. A situação se agrava porque no mesmo testamento, o defunto senhor Villareal deixa a sua filha Paulina, única mulher da família, a frente da construtora, negócio que sempre havia estado a cargo de César, o maior dos irmãos.
E também coloca em um dos postos mas importantes da companhia Juan Carlos Cabrera, sobrinho de Serena Rivas, mulher que se tripudia e inferniza os irmãos Villareal desde que ficaram orfãos. Juan Carlos tem sido durante anos o principal colaborador de Don Angel na construtora, feito que provoca constante inveja em César. Paulina e Juan Carlos não só ficaram unidos com a última vontade do pai dela, mas também com a paixão desenfreada que sentiram um pelo outro.
Paulina já viveu na cidade de Acapulco muitos anos; teve que sair da Cidade de México junto com seu filho Paolo para evitar que a criança descobrisse um terrível segredo: Vicente Rojo, ex-esposo de Paulina, morreu em um acidente estranho do qual a culparam; desde então a chamam de: 'a viúva negra'.
Agora que volto a Acapulco, Paulina se encontra com a triste situação de seus irmãos, estranhos para ela. César é controlado por sua esposa Marina, avarenta e invejosa. Roberto é o menor cuja única ambição é se divertir ao máximo, Salvador é um alcoolátra que viveu atormentado porque Don Angel o separou do amor de sua vida. A este pequeno grupo se une também Elisa, uma jovem mulher que se casou con Don Angel pouco tempo antes dele morrer.
A vida de todos estes personagens transcorre, e se entrelaçam todos os dias entre as quarto paredes de La Casa en la Playa...

## Elenco
| Ator/Atriz          | Personagem                                     |
| ------------------- | ---------------------------------------------- |
| Cynthia Klitbo      | Paulina Villarreal de Rojo                     |
| Sergio Goyri        | Juan Carlos Cabrera / Juan Carlos Rincón Rivas |
| Blanca Guerra       | Marina Villarreal                              |
| Marga López         | Serena Rivas                                   |
| José Carlos Ruiz    | Severo Rincón                                  |
| Mariana Levy        | Elisa White de Villarreal                      |
| David Ostrosky      | César Villarreal                               |
| Mario Cimarro       | Roberto Villarreal                             |
| Yadhira Carrillo    | Georgina Salas                                 |
| Sebastián Ligarde   | Salvador Villarreal                            |
| Ignacio López Tarso | Don Ángel Villarreal                           |
| Lorena Velázquez    | Elena White                                    |
| Margarita Magaña    | Sofía Visconti                                 |
| Marlene Favela      | Malena Núñez                                   |
| Esteban Franco      | Teófilo                                        |
| Gerardo Albarrán    | Marco Antonio Villasaña                        |
| Valentino Lanús     | Miguel Ángel Villarreal                        |
| Paula Sánchez       | Pía Villarreal de Estrada                      |
| Ernesto Rivas       | Hugo Estrada                                   |
| Luis Reynoso        | Teniente Larios                                |
| Marisol del Olmo    | Mireya Rodríguez                               |
| Anthony Álvarez     | Demián Garza                                   |
| Katie Barberi       | Florencia Uribe                                |
| Hilda Aguirre       | Casandra Del Junco                             |
| Mario Iván Martínez | Harry Furman                                   |
| Mónica Miguel       | María Estrada                                  |
| Carlos Amador       | Efraín                                         |
| Rafael Amaya        | Romualdo Reyes                                 |
| Mauricio Aspe       | Gino Morali                                    |
| Fuzz                | Tania                                          |
| Beatriz Monroy      | Liliana                                        |
| Ivonne Montero      | Katia                                          |
| Héctor Mújica       | Chato                                          |
| Claudia Palacios    | Patricia                                       |
| Carlos Peniche      | Rodrigo                                        |
| Andrés Puentes      | Fofo                                           |
| Vilma Sotomayo      | Virginia                                       |
| Enrique Ureta       | El Negro                                       |
| Rachel Pankowsky    | Leonela                                        |

## Equipe de produção
- Libretos y adaptação livre: Fernanda Villeli, Marcela Fuentes Berain
- Edição literária: Ricardo Tejeda, Violante Villamil, Valentina Sánchez
- Tema de entrada: "¿Dónde Está la Vida?"
- Autor e interprete: Francisco Céspedes
- Escenografía: Mirsa Paz
- Ambientação: Octavio Ortega
- Design de vestuário: Laura Villafaña, Juan Antonio Martínez
- Chefes de elenco: Guillermo Pineda, Ernesto Bretón
- Gerente administrativo: Miguel Ángel Amador
- Gerente de produçãl: Edith Molina
- Coordenaçãl geral: Celia Arvizu
- Editores: Brígido Herrera, Jesús Hernández
- Direção de câmeras: Manuel Barajas, José Morris Chávez, Boris Breña
- Direção de cena: Mónica Miguel
- Ideia original e direção geral: Enrique Gómez Vadillo
- Produção executiva: Pinkye Morris, Yuri Breña

## Transmissão
Em uma segunda-feira, 10 de abril de 2000, o Canal de las Estrellas começou a transmitir La casa en playa nos dias úteis (segunda a sexta) às 21 horas, substituindo o sucesso Mujeres engañadas. O último episódio foi transmitido na sexta-feira, 7 de julho de 2000, tendo Mi destino eres tú como substituta no horário.
Foi reprisada pelo canal de televisão por assinatura TLNovelas de junho a setembro do ano de 2006.

## Audiência
A trama alcançou uma média geral de 20.2 pontos, sendo considerada uma audiência baixa.

## Exibição Internacional
- Telefutura
- El 13
- Telefuturo
- Gama TV
- Telemicro
- Telemundo
- Azul TV
- El Trece
- Teletica
- Mega
- Canal de las Estrellas Latinoamerica
- Canal A
- CPS Televisión
- Red Uno
- TV2

## Versões
- O canal TVI em Portugal fez uma adaptação intitulada Baía das Mulheres, estrelada por Ana Brito e Cunha e Alexandre de Sousa em 2004.
- Em um dos episódios da série de Histórias Pessoais, do Ecuador, é mostrada uma história muito semelhante à do romance, exceto pelo detalhe da casa na praia, mas com exatamente os mesmos caracteres.

## Prêmios e Indicações

### Prêmio TVyNovelas de 2001
| Categoria               | Nomeado             | Resultado |
| ----------------------- | ------------------- | --------- |
| Melhor atriz principal  | Marga López         | Indicado  |
| Melhor ator principal   | Ignacio López Tarso | Indicado  |
| Melhor ator antagonista | José Carlos Ruiz    | Indicado  |